# 博林布魯克 (喬治亞州)
博林布魯克（英語：Bolingbroke）是位於美國喬治亞州門羅縣的一個非建制地區。該地的面積和人口皆未知。

## 地理
博林布魯克的座標為32°56′57″N 83°48′12″W / 32.94917°N 83.80333°W，而該地的平均海拔高度為173米（即568英尺）。